# 訾汝道
訾汝道，元朝德州齐河（今山东齐河县）人。
訾汝道孝顺父母。母亲得病，訾汝道守护在旁，昼夜不离。母亲私下给他金珠，他推辞没有接受。母亲去世，他哀痛得丧期没有吃酒肉。他友爱兄弟，以田地、房屋让给两个弟弟。以田地让给贫困的同乡刘显。疫病时、蝗灾时，又以米、麦粟赈济受灾乡人。县令李让请朝廷旌表其家。